# Poliorcètica

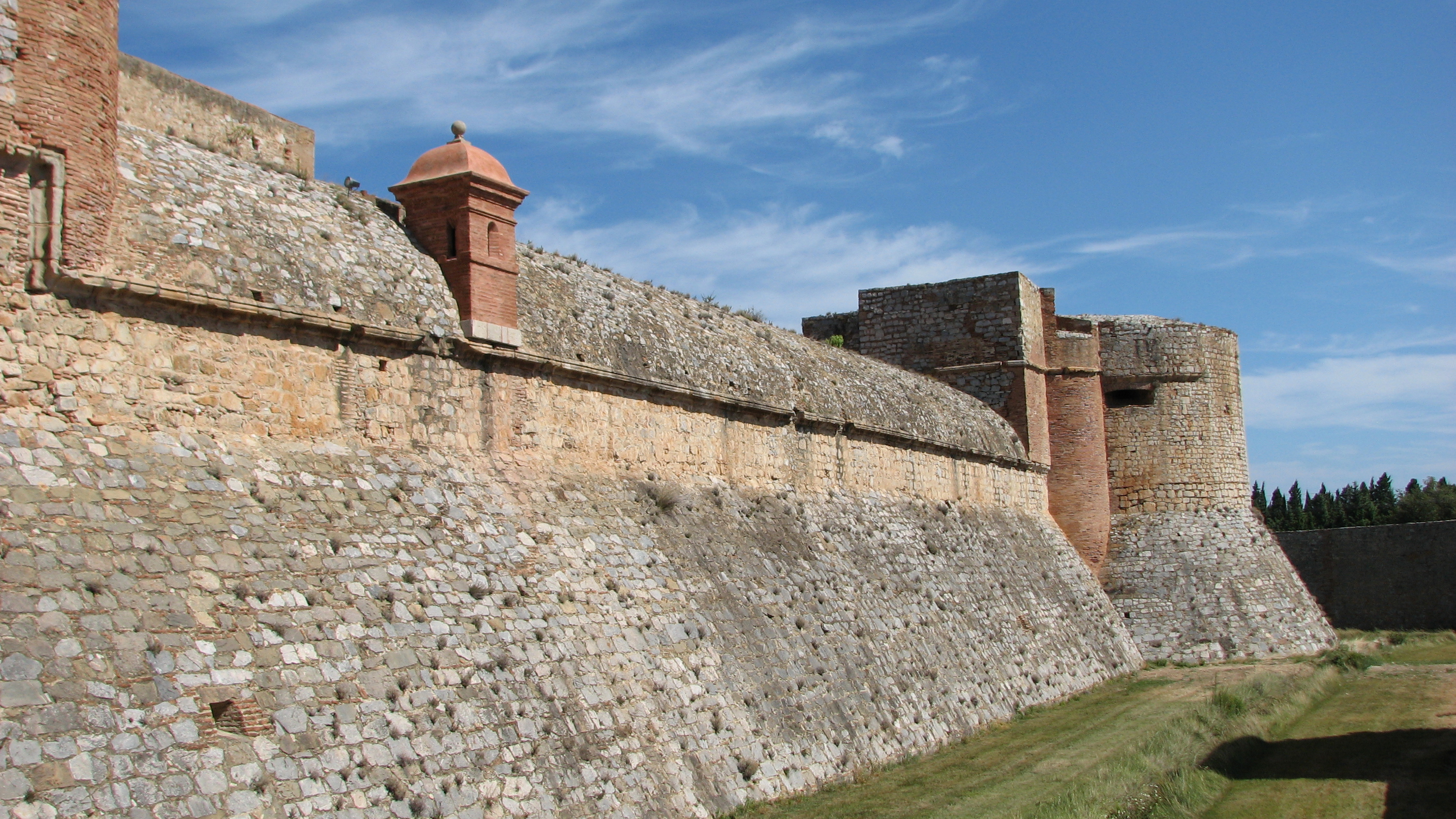
Muralla del castell de Salses

La poliorcètica és la tècnica de protecció d'un indret contra atacs mitjançant elements constructius i altres disposicions relacionades amb l'espai. La manifestació més clara de la poliorcètica és l'emmurallament o construcció d'una muralla, però també s'hi compta els fossats, l'aturonament, la caserna, la sagrera, etcètera.

## La poliorcètica a Catalunya

### Edat antiga (ibers, grecs i romans)
En terres catalanes hi ha poques restes de la poliorcètica dels ibers, llevat de la fortalesa dels Vilars d'Arbeca, la ciutat d'Ullastret i la ciutadella de Calafell. En tot cas, en aquesta època hi devia haver altres recintes emmurallats, tant ibèrics com d'altres cultures, com el recinte grec d'Empúries (Alt Empordà).
Del temps dels romans (segle ii aC - segle v), la millor mostra poliorcètica a Catalunya és la muralla de Tarragona (Tàrraco), que encercla la Part Alta de la ciutat. Construïda amb grans carreus i d'una altura considerable, encara avui es pot visitar. D'aquesta època formen part també les muralles de Barcelona (Bàrcino). Ja en època baix-imperial (segle v) Barcelona devia tenir unes muralles importants, que serien força útils tant a l'edat mitjana com a l'edat moderna. D'aquesta muralla només en resta un petit fragment, vora la catedral de Barcelona, ja que al segle xix es van enderrocar totes les muralles (les d'aquesta època i les que es van anar construint posteriorment). Altres mostres de poliorcètica romana es troben a la muralla de la ciutat romana d'Emporiae (al costat d'Empòrion) o les restes de la muralla de Girona (segle iii).

### Edat mitjana: àrabs
Els àrabs (segles VIII-XII) van estendre una gran quantitat de fortaleses al llarg del territori que controlaven a l'actual Catalunya. En són mostres el castell de Balaguer (restes del pla d'Almatà); la suda de Tortosa (avui un parador turístic); i la suda de Lleida (a tocar de l'actual Seu Vella). A banda d'aquestes fortificacions urbanes, arreu del territori musulmà hi havia altres castells, com Ascó, Flix, Miravet, etcètera, que vigilaven els passos del riu a la Ribera d'Ebre.
Algunes fortaleses àrabs van passar a mans d'ordes militars cristians a partir del segle xii, quan els comtes de Barcelona i d'Urgell van conquerir les terres andalusines del sud i de l'oest de Catalunya. És el cas del castell de Miravet (Ribera d'Ebre), que va passar a mans de l'orde del Temple, o del castell d'Ulldecona (Montsià), que va passar a mans de l'orde de l'Hospital. En tots dos casos es va refer tot el recinte, de manera que aquests castells es poden considerar d'arquitectura híbrida (andalusina i templera o hospitalera; en el cas de Miravet, a més, hi ha afegits del segle xix, motivats per les guerres carlines). En algun cas, però, els castells fets per aquests ordes són de nova planta; és el cas del castell de Peníscola (Baix Maestrat), construït pels templers (finals del segle xiii - principis del segle xiv).
Als segles X-XII, a la zona fronterera entre comtals i andalusins van sorgir moltes
torres de vigilància. Algunes d'aquestes són d'origen andalusí, encara que posteriorment fossin ocupades pels comtals. El tret principal és que solien ser circulars (tot i que també n'hi ha de planta quadrada) i que sovint es folraven posteriorment amb una segona capa, donant-hi més gruix. Les torres més importants d'aquesta mena són la torre de la Manresana (vora els Prats de Rei, Anoia) i la d'Alsamora (Pallars Jussà).

### Edat mitjana: comtals i comtes-reis catalans

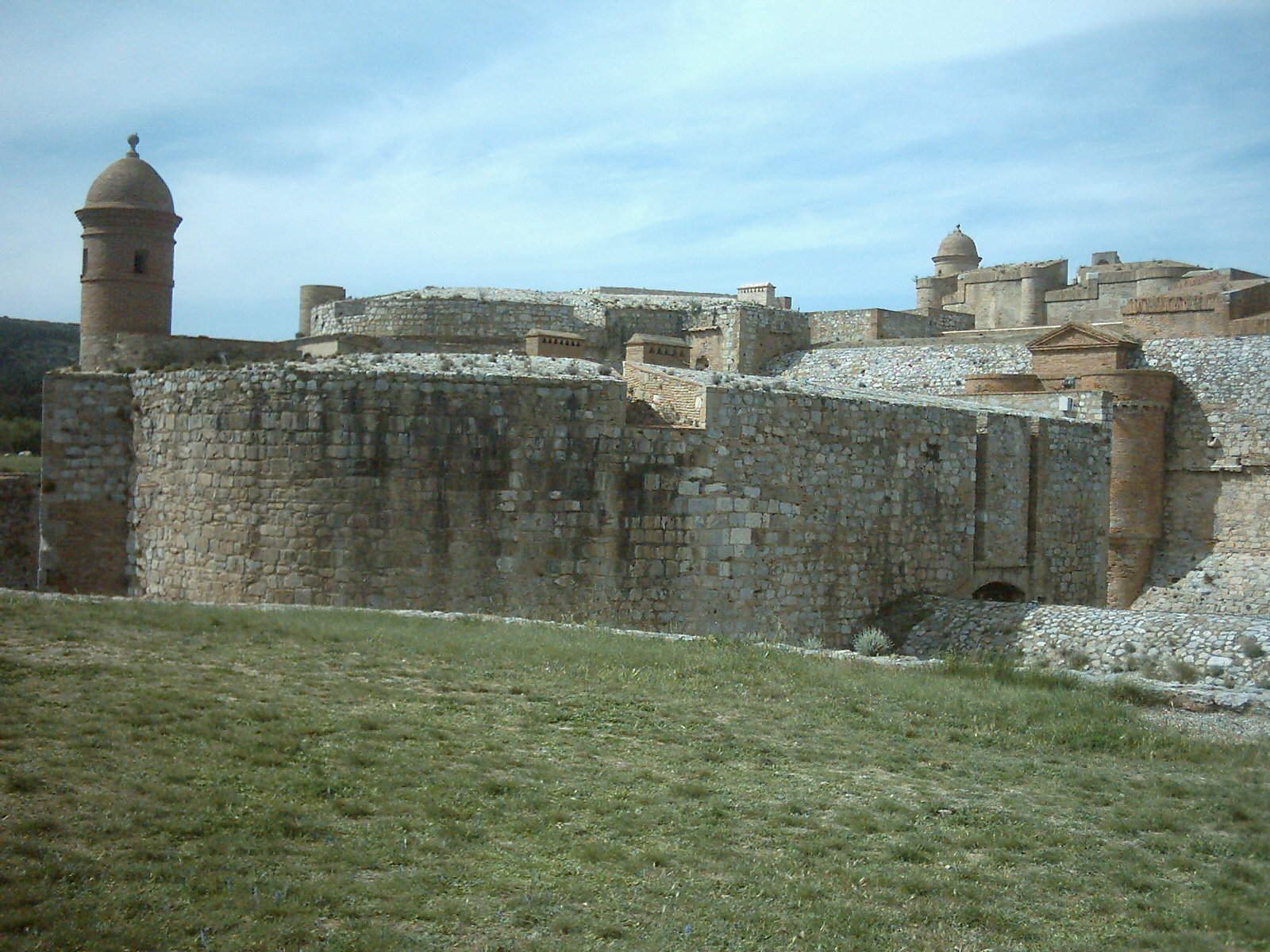
Castell de Salses (1494)

A la mateixa època, a la zona comtal de l'actual Catalunya van sorgir molts castells. Alguns -la majoria- eren un castell termenat, encarregats del control sobre el territori (més contra els pagesos que estaven sota el seu domini que contra els musulmans). D'altres són castells netament militars. Un dels més importants és el castell de Mur (Pallars Jussà), creat a l'entorn de l'any 1000 per Arnau Mir de Tost. És un castell prototípic. L'element nuclear és la torre, segurament de la mateixa natura que les torres de vigilància medievals (comentades al paràgraf anterior). Al seu entorn es construeix una muralla força alta, que pot tenir una forma més o menys triangular, bé que amb els escaires arrodonits.
Des de l'any 1000 i, sobretot, a la baixa edat mitjana, alguns d'aquests castells agafarien un aire residencial i senyorial. És el cas de Llordà (Pallars Jussà) -no gaire lluny de Mur, també creat per Arnau Mir de Tost-, el Castell Formós de Balaguer (Noguera) -fet sobre la base del castell andalusí-, Montclar (Urgell), La Força de Vilamajor (Vallès Oriental) -enrunat pel terratrèmol de Catalunya de 1448-, Ciutadilla (Urgell), Guimerà (Urgell), Verdú (Urgell), Montsonís (Noguera) -un dels més ben conservats-, Torrefeta (Segarra), Riudabella (Conca de Barberà), Castellet (Alt Penedès), Sant Martí Sarroca (Alt Penedès), Calafell (Baix Penedès), Calaf (Anoia), Vallmoll (Alt Camp), Castellbell (Bages), Montesquiu (Osona), Castell de Montsoriu (Arbúcies, Selva), Mataplana (Ripollès), etcètera. Alguns castells van adquirint més elements per la seva importància: és el cas del castell de Falset (Priorat); el castell reial de Cotlliure (Rosselló), que fou completament refet entre 1242 i 1280; o el més emblemàtic, Cardona (Bages), potser el més evolucionat.
Una altra tècnica defensiva amb emmurallament de l'edat mitjana consistia a tancar tota una població. El resultat és una vila closa, una població totalment protegida per muralles, sense edificacions extramurs. A Catalunya, el millor exemple de vila closa que ha romàs intacta, sense creixement modern, és el poble de Montfalcó Murallat (Segarra). Les poblacions de Batea (Terra Alta), de Valls (Alt Camp) i de la Selva del Camp (Baix Camp) també tenen part del seu nucli dins l'antiga vila closa, i actualment es pot percebre la diferència entre l'interior i l'exterior de les antigues muralles.
Cal dir que, en època medieval, alguns monestirs també van dotar-se d'estructures de vigilància, com les torres poc o molt fortificades dels monestirs de Sant Miquel de Cuixà (Conflent) o Sant Pere de Rodes (Alt Empordà).
A partir del segle xiii es troben alguns canvis, coincidint amb el pas del romànic al gòtic. El castell de Montgrí (Torroella de Montgrí, Baix Empordà), de finals del segle xiii i principis del XIV, és una bona mostra d'aquesta evolució. S'abandona el castell funcional de formes variables però amb tendència a la rodonesa i s'adopten formes més quadriculades. El castell de Montgrí és de planta quadrada amb torres als escaires.
El segle xiv és una època de gran activitat poliorcètica en terres catalanes, amb l'impuls del rei Pere el Cerimoniós. D'aquesta època són les muralles de la Força Vella, de Girona; les muralles d'Hostalric (Selva); les muralles de Tossa de Mar (Selva); el perímetre emmurallat del monestir de Sant Cugat del Vallès (Vallès Occidental); o el Castellet de Perpinyà (Rosselló), aquest darrer amb retocs del segle xvi. L'actual pont fortificat de Besalú també és dels segles XIV-XV (tot i que ja existia abans, fou reedificat; al segle xx, també, fou reconstruït). A causa de la guerra dels dos Peres (entre Pere el Cerimoniós de Catalunya-Aragó i Pere el Cruel de Castella i Lleó) s'edificarien les muralles de Montblanc (Conca de Barberà) i també es van fortificar els monestirs de Poblet (Conca de Barberà) i Santes Creus (Alt Camp). En el cas de Poblet, la porta reial és pràcticament idèntica a la porta de Serrans de València.
El regne de Mallorques, que s'havia esqueixat el casal de Catalunya-Aragó després de la mort del rei Jaume I, va desenvolupar també una important activitat poliorcètica de finals del segle xiii, fins que va ser reintegrat a la corona per Pere el Cerimoniós (segle xiv). D'aquesta època són el castell de Bellver (Palma, Mallorca), de planta circular, i el castell dels Reis de Mallorca (Perpinyà, Rosselló), als quals cal afegir-hi el castell reial de Cotlliure (Rosselló), que ja estava construït però que va ser reformat. Aquests castells tenen també un fort component residencial i senyorial.
Al segle xv, la irrupció de la pirobalística (canons) implica un replantejament de la poliorcètica. En aquesta època, la Corona d'Aragó treballa sobretot a Nàpols, on es desenvoluparan noves tècniques. A Catalunya es construeix l'imponent castell de Salses (nord del Rosselló). Servia per a defensar la frontera amb França, i es considera un exemplar important de les innovacions tècniques de l'època (per exemple, l'arrodoniment de les formes de la muralla, que tenia per objectiu repel·lir millor les canonades).

### Edat moderna
Les fortificacions que es fan al segle xvi ja no tenen res a veure amb les de segles anteriors. Pensades per a allotjar-hi grans contingents militars, per a repel·lir atacs amb pirobalística i per a controlar el territori, es fan més grans i més modernes. Una bona mostra d'aquesta evolució del segle xvi és la fortalesa de Roses (Alt Empordà) o les muralles renaixentistes de la vila d'Eivissa.
També durant el segle xvi proliferen les torres de guaita de la costa. Tot i que ja n'hi havia en època medieval, en aquesta època en sorgeixen moltes a causa del perill dels pirates turcs i barbarescos. La costa catalana és plena d'aquest tipus de construccions, sovint dites torre del moro. Les més importants són al Maresme, i també destaca la de Cambrils (Baix Camp). A les Illes Balears, a més de torres es fan autèntics castells, com el castell de Sant Felip (vora Maó, Menorca).
Les fortificacions del segle xvii i del segle xviii continuen evolucionant cap a grans edificacions, amb capacitat per a allotjar-hi molts soldats. Les muralles adopten formes estrellades, per tal que els panys de muralla sigui menys vulnerables als atacs.
Els castells més importants sota domini hispànic al segle xviii són el castell de Montjuïc (Barcelona) i la fortalesa de Sant Ferran (Figueres, Alt Empordà). La segona va ser creada de nova planta, i té un disseny típicament vuit-centista. En la majoria de casos, però, es tractava de refaccions de castells importants anteriors: Castell de Gardeny (Lleida, Segrià), Castellciutat (La Seu d'Urgell, Alt Urgell), Cardona (Bages), etc. També es va fer de nova planta la ciutadella de Barcelona, avui derruïda (és el parc de la Ciutadella) llevat d'algun edifici. En el cas del castell d'Hostalric (Hostalric, Selva) es tracta d'un edifici de nova planta, ja que, tot i que hi havia un castell medieval, va ser derruït completament.
A la zona catalana sota domini francès (Catalunya Nord, passada a la corona francesa amb el Tractat dels Pirineus (1659)), l'activitat constructiva militar de la corona francesa, amb finalitat de control i repressió, va fer que proliferessin fortificacions típicament vuit-centistes. Van ser dissenyades per Sébastien Le Prestre, el marquès de Vauban, un dels millors arquitectes militars de l'època. Entre les fortificacions vaubianes destaquen el poble de Montlluís (Alta Cerdanya), creat de nova planta i que conté població civil a l'interior; el castell de Bellaguarda (a cavall de la frontera francoespanyola, Alt Empordà i Rosselló), refet sobre un antic castell; o els retocs a la muralla medieval de Vilafranca de Conflent (Conflent). També significà la destrucció del castell de Rià, que havia estat el de la família de Guifré el Pilós. Modernament s'ha intentat que l'obra de Vauban fos declarada patrimoni de la Humanitat, però els elements populars de la Catalunya Nord s'hi han mostrat refractaris perquè van ser eines de repressió.
A Menorca, la presència dels anglesos durant el segle xviii va fer que el castell del segle xvi de Sant Felip es refés amb les novetats tècniques de l'època.

### Segles XIX i XX
Si la introducció de la pirobalística va implicar un canvi de tècniques, la introducció de l'aviació militar, amb els bombardejos aeris, van fer inútils les antigues muralles de pedra. Durant els segles XIX i XX, alguns antics castells s'han refet bastant a gust dels propietaris, com Escornalbou (Baix Camp), reconstruït per Eduard Toda a finals del segle xix; el castell de Tamarit (Tarragonès); el castell de Púbol (Baix Empordà), que al segle xix fou reformat pel pintor Salvador Dalí per a la seva muller Gala; o el castell de Peralada (Alt Empordà). A partir del segle xix, les activitats poliorcètiques en si van quedar reduïdes a l'allotjament de tropes en edificis específicament dissenyats per a això (el quarter). En algunes poblacions, els quarters van col·locar-se als afores del nucli urbà. Amb el creixement posterior de les poblacions, els quarters van quedar inclosos dins del teixit urbà, si bé van condicionar el traçat dels carrers: això és el que va passar a Valls (Alt Camp) i a Banyoles (Pla de l'Estany).

### Altres fortificacions
Finalment, cal dir que, durant la baixa edat mitjana i al llarg de l'edat moderna, algunes cases, sobretot masies, van dotar-se d'elements de fortificació. És el que s'anomena casa forta.